# SN 2009gt
SN 2009gt – supernowa odkryta 25 czerwca 2009 roku w galaktyce NGC 3106. W momencie odkrycia miała maksymalną jasność 16,10m.